# Metopius dirus
Metopius dirus là một loài tò vò trong họ Ichneumonidae.